# Чижов, Александр Фёдорович
Александр Фёдорович Чижов (1874, Катав-Ивановск, Уфимская губерния — 1937, Москва) — русский купец I гильдии, меценат, потомственный почётный гражданин Уфы, владел имением Миловка в Уфимском уезде.

## Биография
Александр Чижов родился в 1874 году в семье купца Фёдора Егоровича и Ириады Александровны. Получил общее и музыкальное домашнее образование. После смерти отца делом занималась мать, не доверяя сыну всецело. Она боялась, что Александр за счёт доходов от имений и заводов будет финансировать революцию.
В 1900 и в 1910 годах Чижов владел лесопильным и мукомольно-крупорушным (45 рабочих) заводами в Осоргинской волости, Уфимская губерния, основной продукцией последнего была гречневая крупа и ржаная мука по 3,2 тонны в год, годовая прибыль заводов составляла около 280 тыс. рублей.
Также Чижов заведовал торговлей дровами в Уфе — дело, унаследованное от отца. В 1903 году он открыл завод, который выпускал крахмал и плотину на Лазаревском ключе. Были попытки организовать частную пароходную компанию. Для этого в 1908—1909 годах он приобрёл у Бельского товарищества пароходы «Кама», «Мечта», «Демон», «Трудолюбец», но судна пришлось продать в 1913 году, последнее в Бирске было арестовано за долги Чижова.
Чижов часто встречался с уфимской интеллигенцией и политическими ссыльными. В имение Миловка члены семьи Чижовых привозили бежавших из уфимской тюрьмы политзаключённых и помогали им добраться во Францию, где Чижовы и другие богатые уфимцы открыли пансион для русских революционеров.
В 1905 году черносотенцы приговорили Чижова к смертной казни, но крестьяне его имения добровольно встали на защиту барина и его имения.
Чижов любил произведения Ф. М. Достоевского и Л. Н. Толстого. Он играл на скрипке, обладал красивым баритоном и пел в домашних концертах. Регулярно вместе с женой Ольгой Гассельблат ходил на спектакли и концерты приезжавших в Уфу театральных трупп и отдельных солистов. Также увлекался игрой в рулетку. Был владельцем одного из первых в Уфе автомобилей — Fiat.
По примеру родителей Чижов активно занимался благотворительностью, участвовал с другими богатыми жителями Уфы в благотворительных акциях, финансировал строительство и ремонт храмов. Он был назначен почётным блюстителем по хозяйственной части и попечителем-блюстителем по хозяйственной части Попечительства при Иоанно-Златоустовской церкви Уфимской духовной семинарии, с 29 апреля 1899 года был почётным попечителем учительской семинарии Благовещенска, Уфимская губерния.
После четырёхлетнего нахождения в Сибири в 1919—1923 годах Чижов поселился с семьёй в Самаре и работал там в банке инспектором по пивоваренному заводу «Корнеев и Горшканов». С 1923 года Чижовы жили в Переделкино под Москвой на даче Кингольца. В 1926 году на даче случился пожар, семья переехала в Москву и жила в Афанасьевском переулке. Он работал на Хлебной бирже, в Государственном банке, в Леспромхозе. В 1937 году был арестован органами НКВД в Москве и расстрелян. Позднее был полностью реабилитирован.